# Ludgate Hill

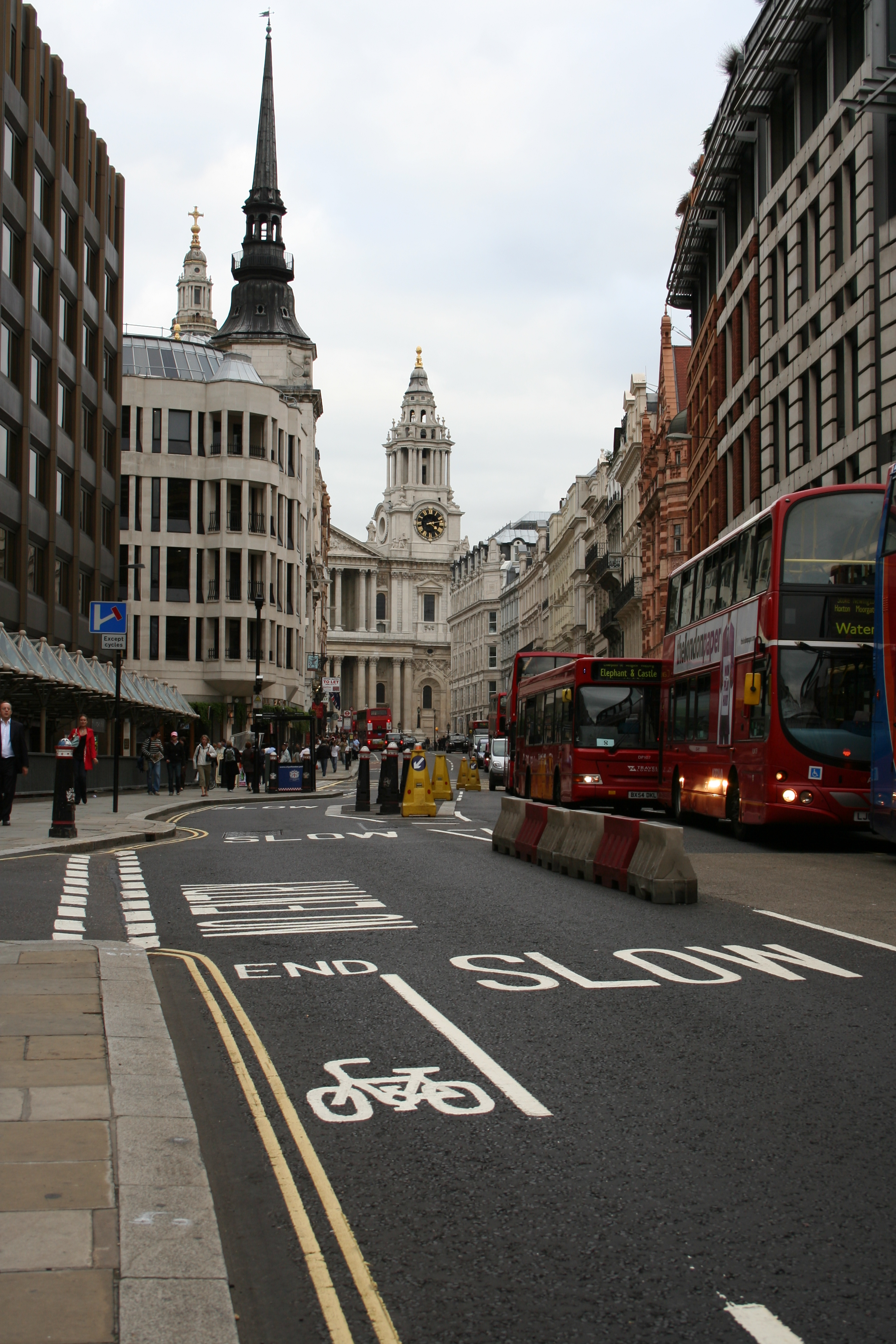
Ludgate Hill en 2006

Ludgate Hill est une colline de la Cité de Londres, près de l'ancienne Ludgate, une porte de la ville qui a été démolie avec sa prison en 1780.  C'est le site de la cathédrale Saint-Paul, traditionnellement considéré comme le site d'un temple romain de la déesse Diane. C'est l'une des trois anciennes collines de Londres, les autres étant Tower Hill et Cornhill.